# Флоранс Лепрон
Флоранс Лепрон  (фр. Florence Lepron, 16 січня 1985) — французька баскетболістка, олімпійська медалістка.

## Виступи на Олімпіадах
| Олімпіада   | Дисципліна | Місце |
| ----------- | ---------- | ----- |
| Лондон 2012 | баскетбол  | 2     |